# Camelot

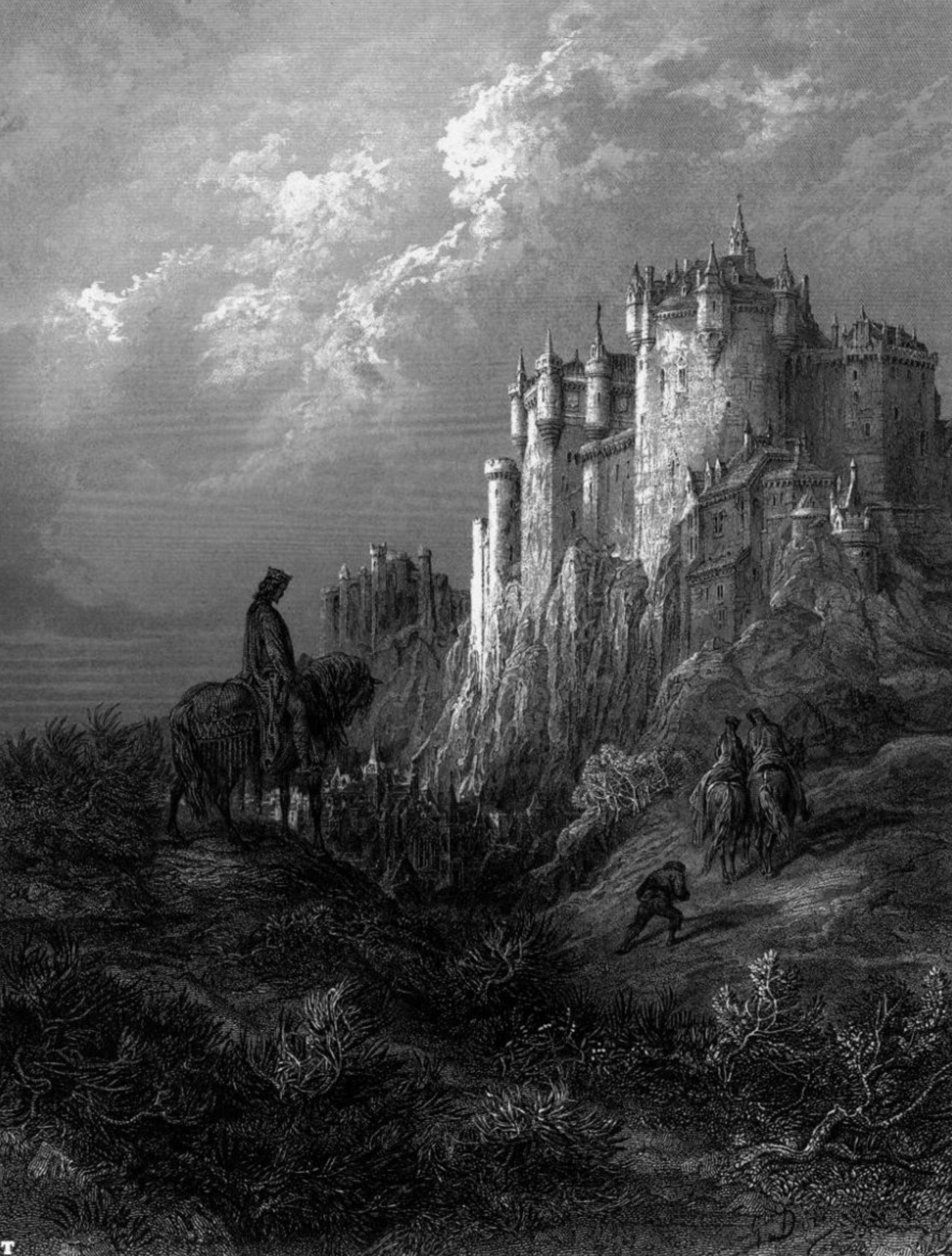
El castillo de Camelot según una ilustración de Gustave Doré para los poemas Idilios del rey, escritos por Alfred Tennyson.

Camelot es el nombre de la fortaleza y reino del legendario rey Arturo, desde donde libró muchas de las batallas que forjaron su vida. Su ubicación concreta se desconoce actualmente; de haber existido y podría ser una provincia romano-británica ficticia de la Britania posromana. Los relatos medievales la ubican en algún lugar de Gran Bretaña y a veces la asocian con ciudades reales, aunque su ubicación exacta no se revela. La ciudad fue mencionada por primera vez 
en el poema Lancelot, el Caballero de la Carreta de Chrétien de Troyes, del siglo XII, y llegó a ser descrito como la fantástica capital del reino de Arturo y un símbolo del mundo del rey Arturo. Dado que la ubicación de Camelot sigue siendo un misterio, la verdad sobre ella, si es que existió, aún se desconoce. No obstante, desde el siglo XV se ha especulado y argumentado muchísimo acerca de la ubicación de la "verdadera Camelot" en textos populares y con fines turísticos.

## Etimología
La derivación del nombre de Camelot es incierta. Cuenta con numerosas diferentes grafías en la novela medieval artúrica francesa, entre ellas: Caamalot, Camaalot, Camaaloth, Camaelot, Camahaloth, Camalot, Camehelot, Cameloth, Chamalot; Gamalaot; Kaamalot, Kaamelot, Kamaalot, Kamaaloth, Kamaelot, Kamahaloth, Kamelot y Kameloth. El renombrado estudioso sobre Arturo, Ernst Brugger, sugirió que se trataba de una derivación de Camlann, el sitio de la última batalla de Arturo. Roger Sherman Loomis cree que deriva de Cavalon, un topónimo que él sugirió era una derivación de Avalon. Sugirió además que Cavalon / Camelot se convirtió en la capital de Arturo debido a la confusión con otro tribunal tradicional de Arturo en Caerleon.